# Justin Mathieu
Justin Mathieu (Goirle, 1996. április 12. –) holland utánpótlás-válogatott labdarúgó, jelenleg a HNK Gorica játékosa.

## Pályafutása

### Klubcsapatokban
Mathieu a holland Willem II akadémiáján nevelkedett, a felnőtt csapatban 2013-ban mutatkozott be. Előbb az FC Oss, majd a Go Ahead Eagles csapataiban játszott kölcsönben. Előbbi csapat 2016-ban meg is vásárolta, amelynek színeiben a 2016-2017-es idényben harminchat bajnoki mérkőzésen tíz gólt szerzett. 2017 óta az SC Cambuur játékosa.

### Válogatott
2013-ban öt alkalommal szerepelt a holland U17-es válogatottban.

## Sikerei, díjai
- Willem II:
  - Holland másodosztály: 2013-14